# Żabia Przełęcz
Żabia Przełęcz (niem. Froschseejoch, słow. Žabie sedlo, węg. Békás-tavi-csorba, 2224 m, według wcześniejszych pomiarów 2225 m) – przełęcz w głównej grani Tatr usytuowana pomiędzy Rysami (2501 m) a Żabim Koniem (Žabí kôň, 2291 m).
Jest to najniższa z przełęczy w grani rozdzielającej Dolinę Rybiego Potoku i Dolinę Mięguszowiecką (Mengusovská dolina), jest też najniższą przełęczą w głównej grani Tatr na odcinku od Przełączki pod Zadnim Mnichem po Polski Grzebień. Powyżej przełęczy w zachodniej grani Rysów znajdują się trzy uskoki oddzielone płytkimi przełączkami. Najbardziej wybitny z nich to turniczka Innominata. Słowacki taternik i tatrolog Arno Puškáš uskokom tym nadał nazwy: Východná, Prostredná i Zapádná Veža nad Žabím sedlom, co później przetłumaczono na język polski jako Wschodnia Turnia nad Żabią Przełęczą, Pośrednia Turnia nad Żabią Przełęczą i Zachodnia Turnia nad Żabią Przełęczą. Od szczytu Rysów turnie te oddzielone są Przełączką nad Turniami (Štrbina nad vežami). Tymczasem najbardziej wybitna Pośrednia Turnia nad Żabią Przełęczą miała już w latach 60. XX wieku nazwę nadaną przez taterników – Innominata. Władysław Cywiński optuje za pozostawieniem tej nazwy, jako już utrwalonej, równocześnie uważa, że pozostałe dwa uskoki są tak niewybitne, że nie warto im nadawać nazw.
Na obydwie strony z Żabiej Przełęczy opadają bardzo strome formacje skalne będące komino-żlebami, na dokładkę cechujące się dużą kruszyzną. Na północną stronę komin z Żabiej Przełęczy opada do Kotła pod Rysami, na południową do Kotlinki pod Żabim Koniem. Z uwagi na wysoki stopień trudności Żabia Przełęcz nie jest używana jako połączenie obydwóch dolin. Nieco łatwiejsza droga prowadzi nie przez samą przełęcz, ale przez półkę znajdującą się ok. 12 m powyżej niej, w zachodniej grani Rysów. Żabia Przełęcz jest natomiast dobrym punktem wyjścia do drogi na Żabiego Konia.
Ze stopnia ponad przełęczą rozciąga się oryginalny widok na Żabiego Konia i okoliczne szczyty.

## Historia zdobycia
Droga przez półkę powyżej przełęczy została pokonana przez czeskiego taternika Viktora Lorenca i przewodnika Jána Rumana Driečnego młodszego 22 sierpnia 1875 r. Było to przejście wcześniej nieplanowane, a opisane w 1876 r. w Roczniku Węgierskiego Towarzystwa Karpackiego. Z opublikowanego tam artykułu wynika, że Viktor Lorenc podczas wycieczki z Wyżnich Hagów nad Morskie Oko pozostawił przy Popradzkim Stawie pierścionek zaręczynowy. Przypomniał sobie o nim dopiero wieczorem, gdy było za późno na powrót. Po zakończonej wycieczce zależało mu na jak najwcześniejszym powrocie nad Popradzki Staw, stąd pomysł na skrócenie drogi przez przejście rozdzielającej doliny grani. Po rezygnacji ze zbyt trudnej drogi przez Żabią Przełęcz Wyżnią Lorenc wraz z przewodnikiem przeszli półką nad Żabią Przełęczą do Doliny Żabiej, a stamtąd nad Popradzki Staw, gdzie taternik odnalazł pozostawiony pierścionek.
Na samej przełęczy jako pierwsi stanęli:
- latem – Zygmunt Klemensiewicz, Roman Kordys, Aleksander Znamięcki, 5 sierpnia 1907 r.,
- zimą – Alfréd Grósz, Tibold Kregczy, 26 marca 1913 r.[8]

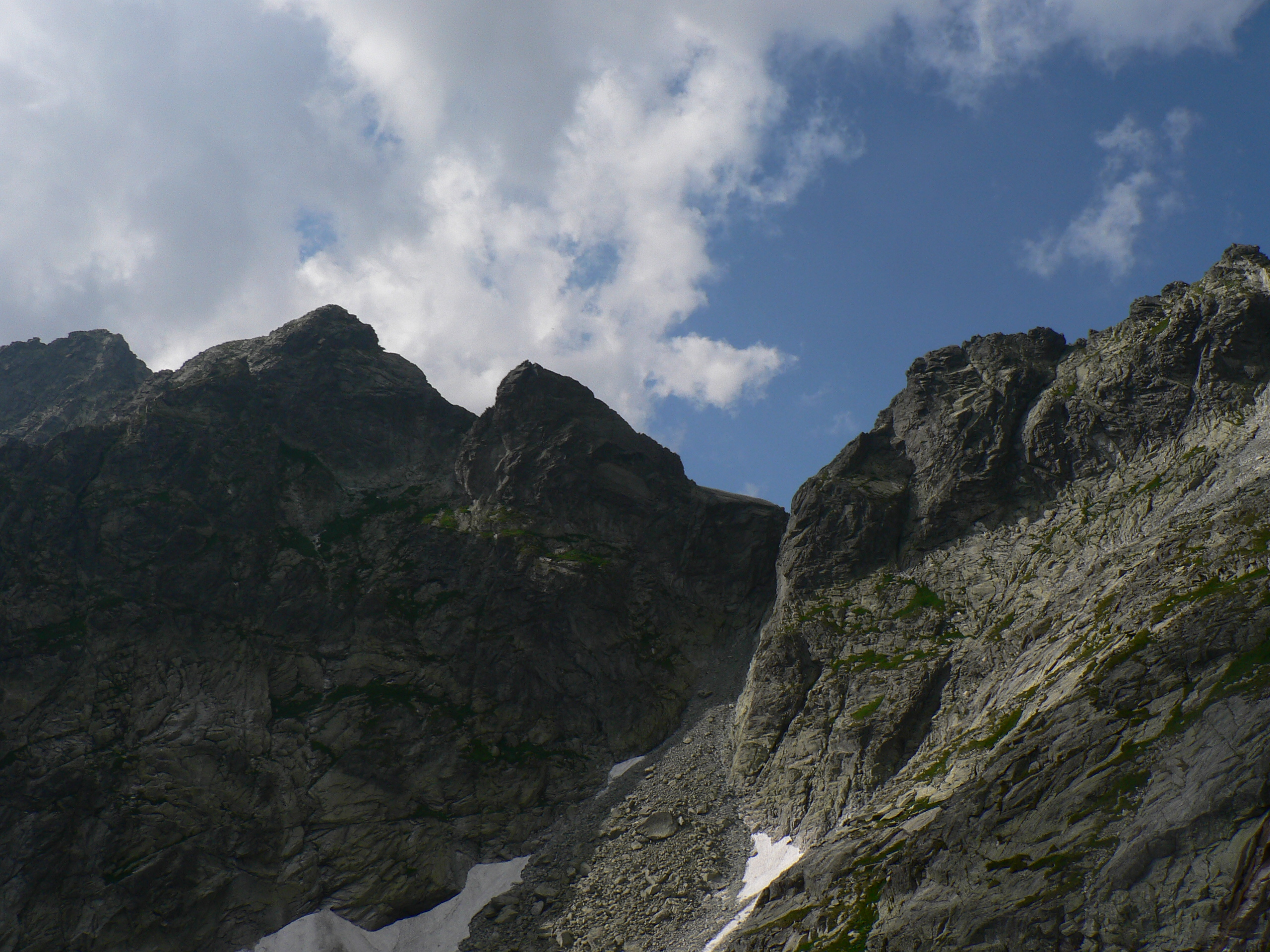
Widok na przełęcz ze szlaku słowackiego na Rysy
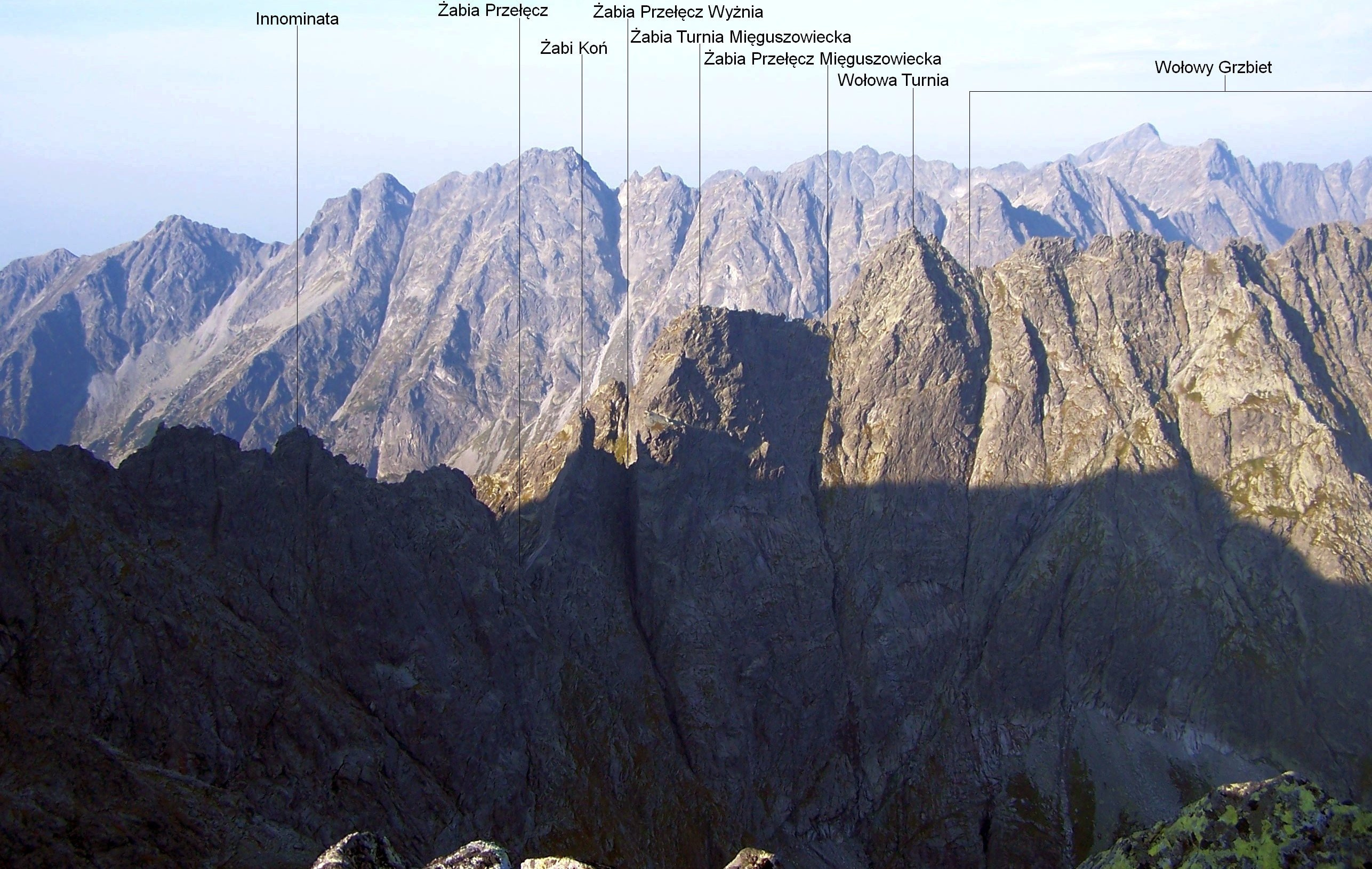
Widok z Niżnich Rysów
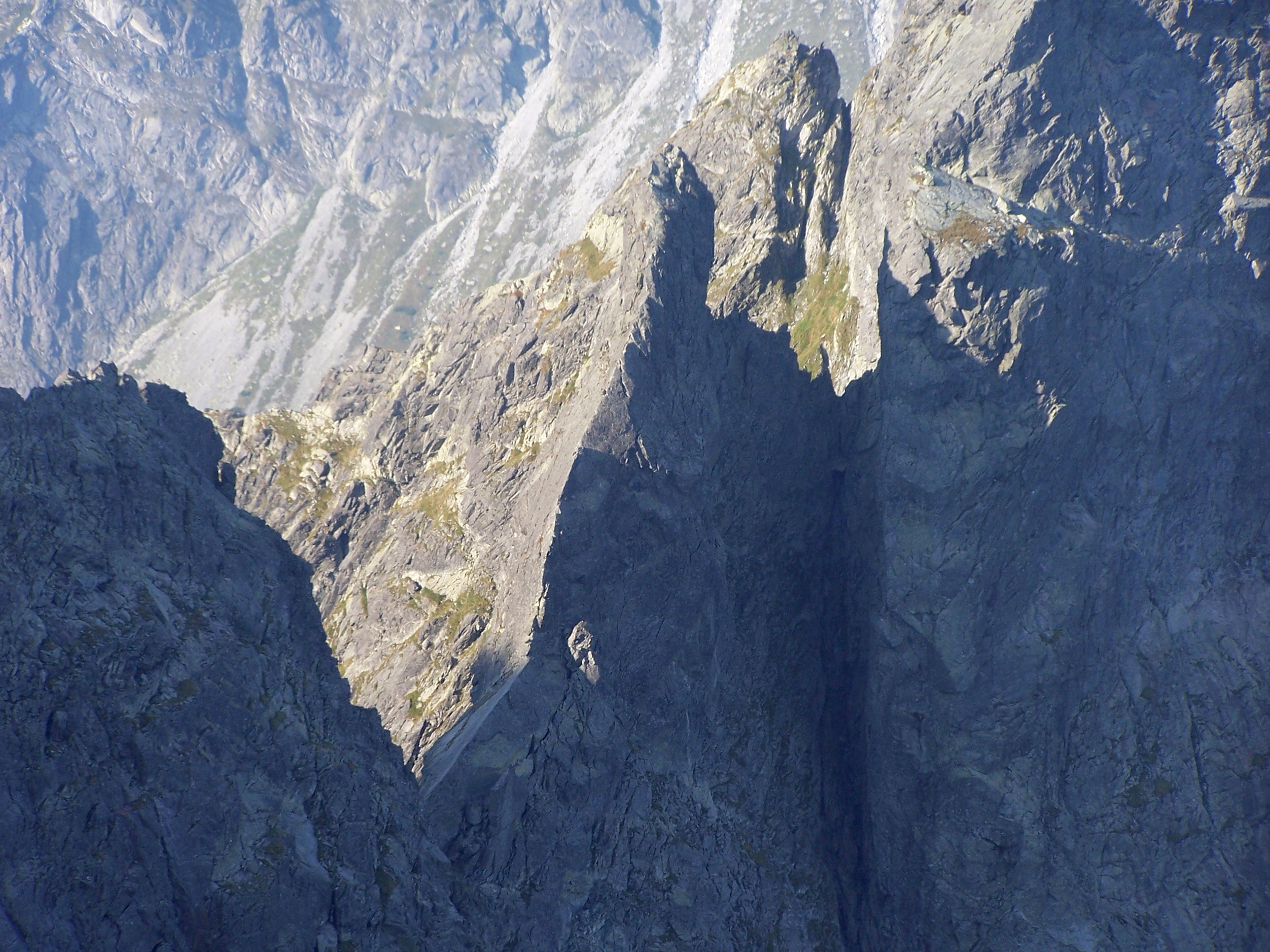
Żabia Przełęcz, Żabi Koń i Żabia Przełęcz Wyżnia
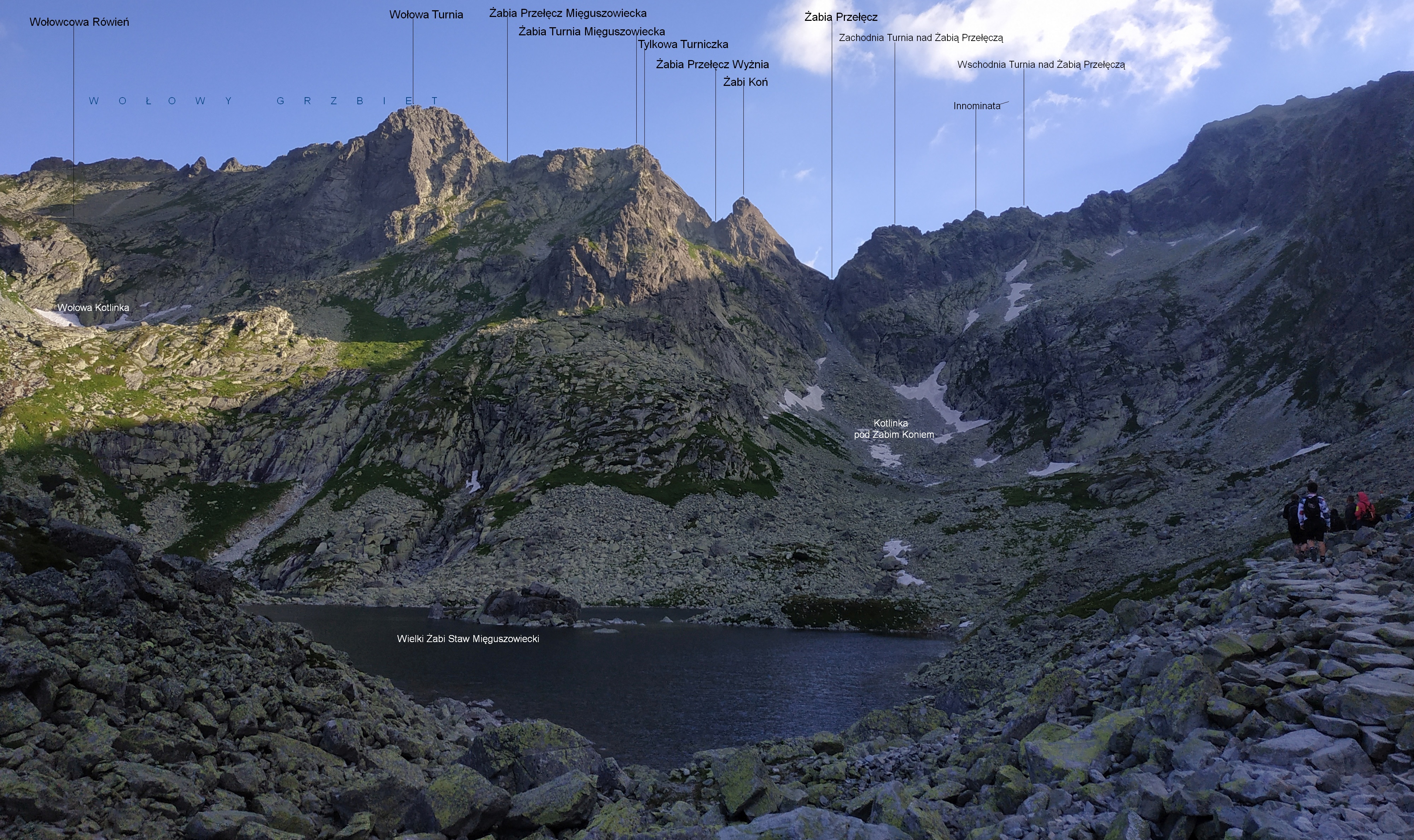
Widok z południowej strony

## Drogi wspinaczkowe
Władysław Cywiński w 9 tomie przewodnika Rysy. Przewodnik szczegółowy opisuje następujące drogi wspinaczkowe:
1. Od północy przez ściankę Żabiego Konia; II w skali tatrzańskiej, kruszyzna, czas przejścia od znakowanego szlaku na Rysy 1 godz.
2. Od północy przez zachodnią grań Rysów; II, 1 godz.
3. Od południa przez zachodnią grań Rysów; I, 45 min
4. Wprost od południa z Kotlinki pod Żabim Koniem; VI, 1 godz. 30 min[5].

Do 2001 roku komin opadający do Kotła pod Rysami był dziewiczy (brak informacji o tym, by ktokolwiek nim przeszedł). Kominem południowym (z Dolinki pod Żabim Koniem) po raz pierwszy przeszli Zdenék Brabec i Petr Prachtel 16 lipca 1963 r. (droga nr 4, VI).